# Peter Barker
Peter Barker (nacido en 1967) es un físico británico nacido en Australia.
Barker obtuvo su doctorado en Física en 1996 en la Universidad de Queensland, Australia, bajo la supervisión de Halina Rubinsztein-Dunlop. De 1997 a 2000 fue becario postdoctoral y profesor en la Universidad de Princeton en Estados Unidos. De 2001 a 2006 fue profesor en la Universidad Heriot-Watt de Edimburgo, Reino Unido. Obtuvo una beca de investigación EPSRC de 2005 a 2010. En 2006, se trasladó al University College de Londres como lector y se convirtió en profesor en 2007.
Fue jefe del grupo de física atómica, molecular, óptica y de positrones en el Departamento de Física y Astronomía de la University College London (UCL). Tiene una sólida formación en física atómica y molecular fría. Desde 2005, su investigación se ha centrado en el enfriamiento, manipulación y transporte de átomos, moléculas y nanopartículas en pinzas ópticas. En 2017, comenzó a explorar enfoques experimentales para crear un refrigerador del tamaño de una micra utilizando refrigeración óptica de un cristal submicrométrico suspendido en trampas ópticas y de iones. Tiene más de 80 artículos publicados con publicaciones de alto impacto en Nature Physics, Nature Photonics, Nature Nanotechnology y Physical Review Letters.